# Мостищенское городище
Мостищенское городище расположено в долине Лукодонье Острогожского района Воронежской области, на правом берегу реки Потудань. Рядом находятся связанные с городищем мостищенский лабиринт и Аверинское городище

## Описание городища
Площадь Мостищенского городища 2,3 га. При раскопках здесь на двух мысах были найдены остатки оборонительных укреплений (городищ) скифского времени — Мостищенское городище и Аверинское городище, которые появились на Среднем Дону в VI в. до н. э.
Мостищенское городище небольших размеров, археологами выявлены остатки всего шести жилых построек. Постройки юртовского типа и находятся по краям городища, у окраин мыса, а одна из построек находится на самом его краю. Все юрты схожи, площадью до 20 квадратных метров, с прямоугольными основаниями и столбовыми ямами в центре. В одной из них обнаружены следы очага, а на полу юрты были найдены некоторые шерстяные волокна. Археологам удалось определить и вход в помещение, он направлен в сторону склона мыса. Из за того, что жилые постройки находились почти на склоне, жителям приходилось углублять место для выравнивания пола. Такие же постройки были обнаружены археологами и на раскопках Городище Россошки 1 "Крутцы" . Но на Мостищенском городище жители не использовали для строительства центральную, почти ровную часть городища.
Сам выбор мест для постройки жилищ были подчинены и схожы с охранными функциями городища. Вокруг центральной части городища (включая и древний лабиринт) были найдены хозяйственные ямы, их более 60, половины из них — зерновые. По всем признакам, ямы не использовались одновременно (учитывая два периода в жизни городища), как и сами жилища. Судя по размерам жилищ, в каждом из них могло проживать от 4 до 8 человек, а в трех, следовательно, не более 25 человек. Такая цифра не может соответствовать численности ни родовой, ни соседской общины.
На площади мостищенского городища обнаружен могильник, который включал пять захоронений: трех взрослых, подростка и младенца. Из заупокойных вещей обнаружен железный акинак и нательный костяный амулет. Захоронения совершены на древнем горизонте и завалены камнями.
Вероятнее всего предположить, что обитатели Мостищенского городища несли здесь главным образом сторожевую службу. В таком случае городище могло принадлежать представителям власти — вождям племен или же жрецам. Возможно жителями городища были и зависимые люди: соплеменники нижнего сословия, может быть рабы. Здесь проводились общественные собрания и судя по размерам внешних от жилищ за пределом городища (на юг) остатков гарищ (костров — очагов) какие то празднества, обряды жертвоприношений или другие церемонии; Здесь могли укрываться на случай опасности жители из близлежащих поселений. Что же касается оборонительных укреплений, они возводились возможно усилиями нескольких соседских общин или руками… рабов или плененных с других племен. Возможно защитникам Мостищенского городища и лабиринта не удалось отбить неожиданное нападение кочевых скифов, которые обсыпав буквально из луков городище стрелами, при нападении изменили и уклад жизни в городище и от которых пострадали и стар и мал. Следовало жителям ожидать новых набегов, и нужно срочно спасать другое богатство — зерно, размещенное в ямах. Оставшимся в живых нужно было и похоронить погибших, и незаметно вывезти зерно. Естественно, у них не было времени рыть могилы и соблюдать погребальные церемонии. Так, вполне вероятная причина ухода людей из городища — осложнения, вызванные военной обстановкой.
Наряду с обычными для скифского времени находками, выявлены обломки сосудов иванобугорского типа и катакомбной культуры. На верхней площадке мыса на фоне материка рельефно выступают развалины кольцевых каменных кладок. Кладки сохранились лишь фрагментарно, они неоднократно разрушались и в эпоху бронзы, и в раннем железном веке. Планировка поселения включает круглую центральную площадку из каменной вымостки и шесть окружающих её концентрических колец-эллипсов, между которыми в ряде случаев зафиксированы перемычки. И кольца, и перемычки состоят из камней, выложенных без специальной подгонки и без какого-либо связующего раствора. Максимальная их высота и в древности не превышала полуметра; больший же диаметр внешнего кольца по линии запад-восток достигает 40 метров. То есть до нас дошли лишь руины сооружения, которое в первозданном виде было архитектурно сложным и системным, что не оставляет сомнений: это остатки «мегалитического» сооружения культового назначения. Его можно назвать святилищем — лабиринтом.
Вот как описываются долина Лукодонье и Мостищенское городище археологами: «Если подняться на средний из трех высоких меловых мысов, полукругом нависших над хутором, и повернуться к нему лицом, то взору откроется редкая по своей географической завязке панорама — долина, образованная слиянием пойм сразу трех рек: Потудани, Девицы и Дона. Отсюда в ясную погоду можно наблюдать открытые к северу пространства на десятки километров. Почти столь же широк обзор местности в западную и восточную стороны. Место удивительное, позволявшее контролировать большую округу с прекрасными пастбищами, охотничьими и рыболовными угодьями, а также с водными путями во всех направлениях».

## История
Древнейшее поселение возникло в эпоху ранней бронзы. Примерно в это же время был построен каменный лабиринт — святилище. А в 5-4 вв. до н. э. эта местность уже была заселена племенами средне-донской культуры. Раскопки показали, что в истории Мостищенского городища был перерыв, хотя и не очень длительный по археологическим меркам. К тому же и ранний, и поздний периоды его функционирования связаны с одним и тем же этнокультурным миром. Через несколько поколений, Мостищенское городище вновь обрело жизнь. Сюда пришли представители того же этнокультурного мира. Они восстановили оборонительные укрепления: засыпали старый ров, вместо старого вала построили новый, основание его на всю пятиметровую ширину выложили камнем, взятым с площади городища. Камнем обложили и линию вала со стороны нового рва. Новое укрепление возведено буквально перед старым и параллельно ему, так что площадь городища увеличилась всего на считанные метры.